# Супер Меджик Бразерз
«Супер Меджик Бразерз» (англ. Super Magic Brothers) — сейшельський футбольний клуб з міста Вікторія.

## Історія
Клуб було засновано в 1985 році в столиці держави місті Вікторія під назвою Сейшел Маркетінг Борд, під якою клуб виступав до 2008 року, коли команда почала виступати під своєю теперешньою назвою. У сезонах 2004—2008 роках «Сейшел Маркетінг Борд» виступав у Перший дивізіон. Клуб ніколи не здобував чемпіонство у Першому дивізіоні і ніколи не здобував Кубок Сейшельських островів, але в 2007 році «Сейшел Маркетінг Борд» здобув срібні нагороди національного чемпіонату, а в сезоні 2005 року став фіналістом Кубку Сейшельських Островів.
Супер Меджик Бразерз брав участь в 2006 році в Кубку конфедерації КАФ, де в попередньому раунді клуб поступився представнику Ботсвани Тоуншип Роллерз.
В сезоні 2009 року «Супер Меджик Бразерз» через фінансові проблеми вилетів до Другого дивізіону.

## Досягнення
- Перший дивізіон
  -  Срібний призер (1): 2007

- Кубок Президента Сейшельських Островів
  -  Фіналіст (1): 2005

## Статистика виступів на континентальних турнірах
| Сезон | Турнір                 | Раунд      | Клуб            | Вдома | На виїзді | Загальний |
| ----- | ---------------------- | ---------- | --------------- | ----- | --------- | --------- |
| 2006  | Кубок конфедерації КАФ | Попередній | Тоуншип Роллерз | 0-2   | 0-1       | 0-3       |